# Partido Popular de Osetia del Sur
El Partido Popular de Osetia del Sur (en ruso: Народная партия Южная Осетия: Народная партия Южная Осетия, en georgiano: სამხრეთ ოსეთის სახალხო პარტია) es un partido político socioliberal de Osetia del Sur, un estado caucásico con reconocimiento limitado. 
En las elecciones parlamentarias de 2009, obtuvo el 22,47% de los sufragios y 9 de los 34 escaños que componen el parlamento de Osetia del Sur. Está dirigido por Kazemir Kazbekovich Pliyev.